# Canal Ballenero
Canal Ballenero es uno de los nombres que toma el canal Beagle en su recorrido hacia el Pacífico. Es la continuación del canal Brecknock y uno de los canales fueguinos que corre aproximadamente 32 millas hasta cerca de la costa sur de la isla O'Brien donde toma el nombre de canal O'Brien.
Administrativamente pertenece a la Región de Magallanes y Antártica Chilena. Provincia Antártica Chilena, comuna Cabo de Hornos. El canal queda dentro del parque nacional Alberto de Agostini
Desde hace aproximadamente 6000 años hasta mitad del siglo XX sus costas fueron habitadas por los pueblos kawésqar y yamana. A comienzos del siglo XXI estos pueblos habían sido prácticamente extinguidos por la acción del hombre blanco.

## Recorrido
El canal Ballenero, en su entrada occidental, se ensancha formando el gran seno denominado bahía Desolada y se prolonga por más de 32 millas en dirección ESE. Termina por el oriente frente al islote Redondo, que está cerca de la costa sur de la isla O'Brien, continuando hacia el este con el nombre de canal O'Brien.
Su ribera norte la forma la costa sur de la isla Grande de Tierra del Fuego; en la que se forman profundos senos y estuarios. Cubre esta parte una sola e inmensa sábana de hielo que se derrama por los valles en ventisqueros gigantescos que llegan al mar; el espectáculo es grandioso, pero desolado. Su ribera sur está formada en su mayor parte por la isla Stewart.

## Historia
Desde hace unos 6000 años sus aguas eran recorridas por los pueblos kawésqar y yámanas, nómades canoeros, recolectores marinos. Esto duró hasta mediados del siglo XX en que prácticamente ya habían sido extinguidos por la acción del hombre blanco.
A fines del siglo XVIII, a partir del año 1788 comenzaron a llegar a la zona los balleneros, los loberos y cazadores de focas ingleses y estadounidenses y finalmente los chilotes.
Desde el 28 de enero de 1830 hasta el 16 de febrero del mismo año, durante la expedición inglesa del comandante Phillip Parker King, el HMS Beagle bajo el mando del comandante Robert Fitz Roy estuvo fondeado en puerto Townshend ubicado en el extremo SE de la isla London. La causa de tan larga permanencia fue que los indígenas del sector le robaron una embarcación y él decidió buscarla mientras aprovechaba de explorar y levantar las costas circundantes.
Durante el año 1901 el crucero Presidente Pinto de la Armada de Chile efectuó trabajos de levantamiento hidrográfico en el sector del canal.

## Geología y orografía
Bajo el punto de vista geológico, las islas del canal Ballenero constituyen la continuación del extremo meridional de América. Separadas por los grandes cataclismos que formaron las depresiones que después llenó el mar, sus montañas pertenecen al sistema andino; las llanuras son muy análogas a las estepas de la Patagonia. Especialmente en las islas Clarence y Londonderry predomina la formación volcánica.
Bajo el punto de vista de su orografía y relieve el archipiélago fueguino se divide en dos secciones: la zona insular o cordillerana y la zona pampeana. El canal Ballenero está en la zona cordillerana o insular.

## Mareas y corrientes
Las corrientes en el canal son poco sensibles, pero los vientos del oeste levantan bastante marejada que se deja sentir especialmente desde la parte oriental de bahía Desolada.

## Islas, islotes y grupos

### Isla Gorda
Está situada en el lado occidental de la bahía Desolada y a 1 milla al NE de la isla Marsh. Su altura es de 163 metros y mide 0,6 millas de largo por 0,6 de ancho.
Por el occidente de ella corre el canal sin nombre que conduce a los puertos Edwards y Langlois que se forman en la costa SE de la península Edwards de la isla Grande de Tierra del Fuego.

### Islote Dirección
Ubicado a 3¼ millas al oriente de la isla Marsh se puede decir que es el punto central de la bahía Desolada. Es de forma alargada y de perfil irregular. En su lado norte termina en la colina más alta del islote y en la cual se ha instalado una baliza de babor de 8 metros de alto.
La ruta de navegación recomendada en este sector del canal Ballenero queda a ¼ de milla al NE de este islote.

### Grupos del Centro
Los grupos del Centro están formados por dos cordones de rocas e islotes llamados Laberintos Occidental y Central que se extienden por más de 6 millas en dirección NW-SE hasta la isla Katy, cercana a la costa norte de la isla Stewart. 
Los Laberintos Occidental y Central están separados por el paso Occidental, paso navegable de 1,5 millas de ancho que comunica el canal Ballenero con el océano Pacífico.

### Grupos del SW
Los grupos del SW están formados por un sucesión de islotes y rocas, sumergidas y ahogadas, que partiendo desde el Laberinto Central se prolonga por 6 millas en dirección general SE. Se pueden agrupar de norte a sur en el grupo de Las Negritas, el islote Peñón de unos 30 metros de alto y el islote Huacho de 4 a 5 metros de alto.
Por su lado oeste corre parte del paso Occidental y entre los islotes Peñón y Huacho corre el paso Oriental.

### Grupos del NE
Son grupos que se encuentran al oriente del islote Dirección hasta las islas Burnt y Bruce en una extensión de aproximadamente 4 millas. Los grupos están integrados por los islotes Meridión al oeste de la isla Bruce, los islotes Chinchorro al WSW de la isla Bruce, luego los islotes Morritos inmediatamente al sur de la isla Guale de 100 metros de alto y que se encuentra al oriente de la pequeña isla Fresia. El canal Ballenero corre por el lado NE de estos grupos.

### Isla Burnt
Ubicada en el lado oriental de la bahía Desolada y 3 millas al este del islote Dirección. Mide 3 millas en su eje más largo por 1 milla a 90° y su relieve se caracteriza por dos cumbres notables, una de 470 metros.
Está separa de la isla Smoke por un canalizo de 4 cables de ancho que forma la caleta Burnt. Por su lado sur está separada de la isla Bruce por un canal de ½ milla de ancho por donde pasa la ruta recomendada para navegar el canal Ballenero.

### Isla Bruce
Está situada a 3¼ millas al SE del islote Dirección y ½ milla al sur de la isla Burnt. Es pequeña, tiene 1,2 millas de largo. El track recomendado de navegación del canal Ballenero para entre ella y la isla Burnt.

### Isla Smoke
Está localizada inmediatamente al este de la isla Burnt. Tiene 2 millas en el eje N-S y 2⅓ millas en su eje E-W. Su perfil se eleva hasta los 400 metros de alto.
Está separada de la isla Burnt por un canalizo de 4 cables de ancho que forma la caleta Burnt.

### Grupo del Medio
Está ubicado en la entrada de los senos Alfredo y Searle, 3 millas al SE de la entrada continental del seno Ladrones y en el lado norte de la ruta de navegación recomendada del canal Ballenero. Está formado por un grupo de islas e islotes en las que sobresalen la isla Grande, alargada y alta con una altura de 192 en su extremo NW y que tiene en su extremidad SE el puerto Útil y la isla Señal de forma cónica.

### Isla Stewart
Mide aproximadamente 20 millas de largo en su eje E-W. Por su costado norte corre el canal Ballenero, por el este el paso Adventure la separa de la isla Londonderry, por el sur está el océano Pacífico y por el oeste la bahía Desolada. 
Es alta y de relieve irregular. En su lado oriental tiene colinas de solo 60 a 80 metros que se van elevando hacia el occidente donde su altura varía entre 600 y 900 metros, tales como el cerro Yunque, el pico Stewart de 871 metros, el cerro Puntiagudo de 681 metros y el Pico Doble de 645 metros.

### Isla Catalina
Situada 2½ millas al SSE de la isla Bruce y a ½ milla de la costa norte de la isla Stewart. Mide 2 millas en su eje NE-SW. Es más bien baja. Despide varias rocas y bajos fondos en dirección N.

### Isla Londonderry
Mide 25 millas en el eje E-W. Su costa es de contornos sinuosos e irregulares en la que se forman muchas bahías y penínsulas por lo que parece más bien un grupo de islas en lugar de una sola. 
De relieve muy irregular presenta montañas y costas bajas. En las montañas del sector oeste hay varios glaciares. En la costa este se encuentra el seno Luisa que se interna 17 millas en la isla y que presenta muchas islas, algunas bastante grandes, como la isla Cook,
Está separada de la isla Stewart por el paso Adventure y de las islas Darwin y Thomson y la bahía Cook por el canal Thomson. Por su lado norte corren los canales Ballenero y O'Brien.

## Bahías y senos

### Bahía Desolada
Mapa de la bahía
Esta gran bahía es la entrada occidental del canal Ballenero. Se forma entre la costa sur de la isla Grande de Tierra del Fuego y las islas Basket y Stewart. Su saco es de más de 12 millas. Su lado W la une al canal Brecknock y su lado sur al océano Pacífico.
En el lado norte se encuentran las islas Gorda y Marchant y se forman los grandes senos Courtenay y Ladrones que se internan en la costa sur de la isla Grande de Tierra del Fuego. Por su lado oeste lo delimitan las islas Marsh y Basket, por el lado este las islas Burnt, Bruce y Stewart, el lado sur está abierto al océano.

### Seno Courtenay
Es la prolongación de la bahía Desolada hacia en norte, internándose desde la isla Marchant por aproximadamente 10 millas en la costa sur de la isla Grande de Tierra del Fuego. Sus costas son altas y escarpadas. En el extremo norte se levanta la cordillera Darwin con cumbres de más de 900 metros de altura y siempre cubierta de nieve.
En distintas partes del seno hay varios islotes y rocas. Sus aguas son profundas. Cuando sopla el viento del SW levanta marejada en el seno.

### Seno Ladrones
Se forma al NE de la isla Smoke, internándose 7 millas en dirección NNE en la costa sur de la isla Grande de Tierra del Fuego. En su entrada, de 5 millas de ancho, se encuentran las islas Hyde, Tolondrón y Leadline. Al norte de las anteriores e internándose en el seno hay varias islas sin nombre.

### Seno Alfredo
En la costa norte del canal Ballenero entre el extremo sur del seno Ladrones hasta la entrada occidental del canal Pomar, tramo que mide unas 10 millas, se forman dos senos muy profundos, el seno Alfredo y el seno Searle al oriente de este.
La entrada al seno Alfredo se encuentra 2 millas al norte del Grupo del Medio del canal Ballenero. De un ancho medio de ½ milla avanza en dirección general NE por 5 millas. Antes de llegar al fondo se abre hacia el este una rama que toma el nombre de seno Puga y que se interna por otras 5 millas en la costa de la isla Grande de Tierra del Fuego.

### Seno Searle
Se encuentra inmediatamente al este de los senos Alfredo y Puga separado de estos por una península de la isla Grande de Tierra del Fuego.
Su entrada está a 2 millas al NE del Grupo del Medio del canal Ballenero. Su ancho medio es poco más de 2 millas, corre en dirección ENE por 15 millas dentro de la costa sur de la isla Grande de Tierra del Fuego. Termina en una bahía redonda de unas 2 millas de diámetro.

### Bahía Stewart
Mapa de la bahía
Se forma en la costa SW de la isla Stewart y protegida por las islas Shelter y Celina de la mar y vientos del W y SW. Es apta solo para naves pequeñas. Tiene tres entradas de 1½ cables de ancho y una profundidad de 9 metros. Son de difícil navegación debido a los islotes y rocas que hay en ellas. Abunda la leña y el agua dulce.

### Bahía Cutter
Mapa de la bahía
Formada en la costa norte de la isla Stewart y a ¾ de milla de la isla Catalina que le da forma por el norte. Es abierta a los vientos del 4° cuadrante y sus aguas muy profundas por lo que la bahía no es útil para la navegación.

### Bahía Escape
Mapa de la bahía
Se forma en la costa norte de la isla Stewart. Está a 5 millas al SSW del extremo sur de la entrada al seno Ladrones. Por estar ubicada en la desembocadura de una gran quebrada en la costa debe soportar chubascos y ráfagas de viento de gran violencia. Ambas costas de la bahía despiden islotes y rocas que la hacen inútil para el navegante.

### Bahía Isabel
Mapa de la bahía
Es una amplia bahía que se forma en costa NW de la isla Londonderry. Tiene una boca de 1½ millas y un saco de 1 milla. En medio de su boca hay un bajo de 1,80 metros de agua. No es recomendable para los navegantes porque en su interior está plagada de islotes, rocas y bajos.

## Pasos

### Paso Occidental
Recorre el sector SW de la bahía Desolada. Va desde el islote Dirección pasando por entre los grupos Laberinto Occidental y Laberinto Central y siguiendo por el lado este de la isla Basket hasta llegar al océano Pacífico. Es navegable por naves de cualquier tamaño. Es muy profundo y limpio en todo su curso. Su ancho medio es de 1 milla.

### Paso Oriental
Corre entre las islas Bruce y Catalina ubicadas en el sector sur de la bahía Desolada y continúa bordeando la costa norte de la isla Stewart hasta llegar al canal Ballenero. Sus orillas son muy sucias y su navegación es difícil y no recomendable.

### Paso Adventure
Tortuoso pero de aguas profundas. Contornea la isla Stewart por el sur separándola de las islas Gilbert y de la costa oeste de la isla Londonderry. Tiene una longitud de 17 millas y conecta las bahías Parker King y Fitz Roy.

## Puertos y caletas

### Puerto Edwards
Está ubicado en la costa SE de la península Edwards de la isla Grande de Tierra del Fuego, en el lado occidental de la bahía Desolada. Su punto de referencia de acuerdo a la carta es: L:54°39’55” S. G:71°26’20” W. Su entrada tiene un ancho de 4,2 cables y está limitada ya que en su centro hay un grupo de islotes, los islotes Jorge. En la costa montañosa del lado norte de la entrada se alza el monte Edwards de 608 metros de altura.
El puerto se extiende hacia el NW como por 1½ milla. Las profundidades varían entre 13 y 47 metros en su entrada y entre 14 y 34 metros en su parte interior. Hay fondeadero en 13 a 30 metros de agua en el exterior de puerto a 3 cables y al WNW del mayor de los islotes Jorge. Dentro del puerto se fondea en 13 a 30 metros en fondo de arena y conchuela. Es apropiado para naves de tamaño moderado. 
En el puerto hay abundante madera y mariscos. La caza y la pesca son escasos. Difícil encontrar agua dulce.

### Puerto Langlois
Está emplazado en el lado occidental de la bahía Desolada, en la costa SE de la península Edwards de la isla Grande de Tierra del Fuego
La entrada al puerto está unos 5 cables al NE del más grande de los islotes del grupo de islotes Jorge que están a la entrada del puerto Edwards. Su punto de referencia de acuerdo a la carta es: L:54°39’55” S. G:71°26’20” W.
Se interna en la costa de la península Edwards en dirección general N por unas 2 millas con un ancho de 4 a 7 cables. Sus profundidades son muy irregulares; en la mitad exterior del puerto van desde los 20 metros hasta más de 60 sin fondo. En la parte interior varían entre 10 y 40 metros de profundidad.
En el fondo del puerto puede encontrarse donde fondear, pero existiendo tan cerca el puerto Edwards que tiene mejores condiciones, éste debe preferirse.

### Puerto Estrecho
Es un surgidero bastante estrecho, ubicado en el lado SW de la isla Gorda de bahía Desolada. Su punto de referencia de acuerdo a la carta es: L:54°41’16” S. G:71°25’05” W.
Abierto al SE, tiene una profundidad entre 30 y 40 metros. Recomendado solo para naves pequeñas.

### Caleta Burnt
Mapa de la caleta
Está situada en el estrecho canal que separa las islas Burnt y Smoke. Su punto de referencia de acuerdo a la carta es: L:54°43’12” S. G:70°10’22” W. Es abrigada de los vientos reinantes, pero su fondo es rocoso por lo que es un mal lugar para fondear, para casos de emergencia cuenta con dos fondeaderos en 20 y 25 metros de agua.

### Caleta Ancha
Mapa de la caleta
Ubicada al lado SE de la isla Burnt. Es ancha y apta para que fondeen naves de cualquier porte. Protegida de los vientos de todos los cuadrantes menos los del 2°. Su fondo de fango lo hace un buen tenedero. Sus coordenadas son L:54°44’ S. G:71°13’ W.

### Puerto Útil
Su punto de referencia de acuerdo a la carta es: L:54°50’35” S. G:70°53’04” W. Está en el extremo SE de la isla Grande del Grupo del Medio del canal Ballenero. Su profundidad es de 30 metros y el tenedero de conchuela. En él se soportan bien los temporales del 3° y 4° cuadrante. En las rocas que hay por su lado norte se encuentra abundante marisco, especialmente deliciosos erizos.

### Puerto Fanny
Localizada en L:54°52’18” S. G:70°57’22” W.en la costa NE de la isla Stewart. Mide 2½ millas, en los cuales se forman dos fondeaderos, el exterior apropiado para naves de porte moderado y el interior para buques pequeños. En él se puede obtener agua dulce, leña y mariscos.

### Puerto Engaño
Está al oriente de la bahía Isabel en la costa norte de la isla Londondonderry. Las coordenadas de su punto de referencia según la carta son: L:54°55’42” S. G:70°44’46” W. Se han instalado dos balizas que indican la entrada y el fondeadero recomendado del puerto.
Tiene 4 cables de ancho en su entrada y 3 cables de saco; sus profundidades van desde los 12 a los 27 metros con fondo de arena y piedras. Este surgidero es excelente por su orientación y a que las tierras que lo rodean son de poca elevación lo que no permite la formación de williwaws cuando hay temporal. Es de fácil acceso para todo tipo de naves.